# Songs from a Room
Songs from a Room drugi je album kanadskog pjevača Leonarda Cohena objavljen 1969.
Pjesma "Story of Isaac", utemeljena je na biblijskoj priči kada Bog naređuje Abrahamu da žrtvuje svog sina Izaka, i tumačena je kao protesna pjesma protiv Vijetnamskog rata. "Seems So Long Ago, Nancy" govori o mladoj ženi koja je počinila samoubojstvo kada je bila primorana dati svoga sina na usvojenje.
Album se popeo na 2. mjesto glazbene ljestvice albuma u Ujedinjenom Kraljevstvu i 63. mjesto u SAD-u.

## Popis pjesama
Sve pjesme je napisao Leonard Cohen, ako nije drugačije naglašeno.
1. "Bird on a Wire" - 3:26
2. "Story of Isaac" - 3:35
3. "A Bunch of Lonesome Heroes" - 3:12
4. "The Partisan" (Anna Marly, Hy Zaret) - 3:26
5. "Seems So Long Ago, Nancy" - 3:39
6. "The Old Revolution" - 4:46
7. "The Butcher" - 3:17
8. "You Know Who I Am" - 3:28
9. "Lady Midnight" - 2:56
10. "Tonight Will Be Fine" - 3:47

## Vanjske poveznice
- Songs From A Room na Discogsu